# Uchiyama Toshihiko (cầu thủ bóng đá, sinh 1989)
Uchiyama Toshihiko (内山 俊彦 Uchiyama Toshihiko, sinh ngày 29 tháng 4 năm 1989) là một cầu thủ bóng đá người Nhật Bản. Anh thi đấu cho Tochigi Uva FC.

## Sự nghiệp thi đấu
Uchiyama Toshihiko thi đấu cho Fukushima United FC từ năm 2013 đến năm 2014. Năm 2015, anh chuyển đến Tochigi Uva FC.

## Thống kê câu lạc bộ
Cập nhật đến ngày 20 tháng 2 năm 2017.
| Thành tích câu lạc bộ | Thành tích câu lạc bộ | Thành tích câu lạc bộ | Giải vô địch | Giải vô địch | Cúp                   | Cúp                   | Tổng cộng | Tổng cộng |
| Mùa giải              | Câu lạc bộ            | Giải vô địch          | Số trận      | Bàn thắng    | Số trận               | Bàn thắng             | Số trận   | Bàn thắng |
| Nhật Bản              | Nhật Bản              | Nhật Bản              | Giải vô địch | Giải vô địch | Cúp Hoàng đế Nhật Bản | Cúp Hoàng đế Nhật Bản | Tổng cộng | Tổng cộng |
| --------------------- | --------------------- | --------------------- | ------------ | ------------ | --------------------- | --------------------- | --------- | --------- |
| 2013                  | Fukushima United FC   | JFL                   | 21           | 3            | 2                     | 0                     | 23        | 3         |
| 2014                  | Fukushima United FC   | J3 League             | 11           | 0            | 1                     | 0                     | 12        | 0         |
| 2015                  | Tochigi Uva FC        | JFL                   | 26           | 7            | 1                     | 0                     | 27        | 7         |
| 2016                  | Tochigi Uva FC        | JFL                   | 30           | 11           | 1                     | 0                     | 31        | 11        |
| Tổng                  | Tổng                  | Tổng                  | 88           | 21           | 5                     | 0                     | 93        | 21        |